# Sächsische Maschinenfabrik

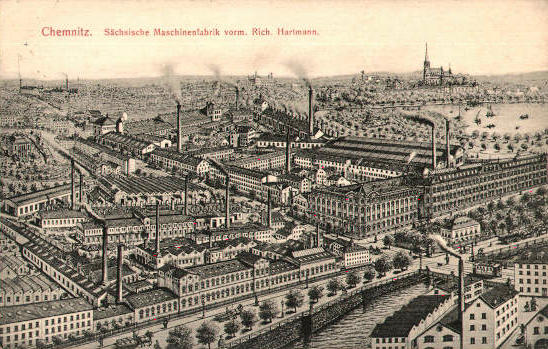
La Sächsische Maschinenfabrik vers 1905.

Sächsische Maschinenfabrik ([zɛ:ksiʃemaʃinə̆nfabrik]) était une entreprise allemande de construction mécanique de Chemnitz. Elle s'imposa comme l'une des plus importantes entreprises industrielle du Royaume de Saxe dans la seconde moitié du XIXe siècle.

## Historique

### Les débuts

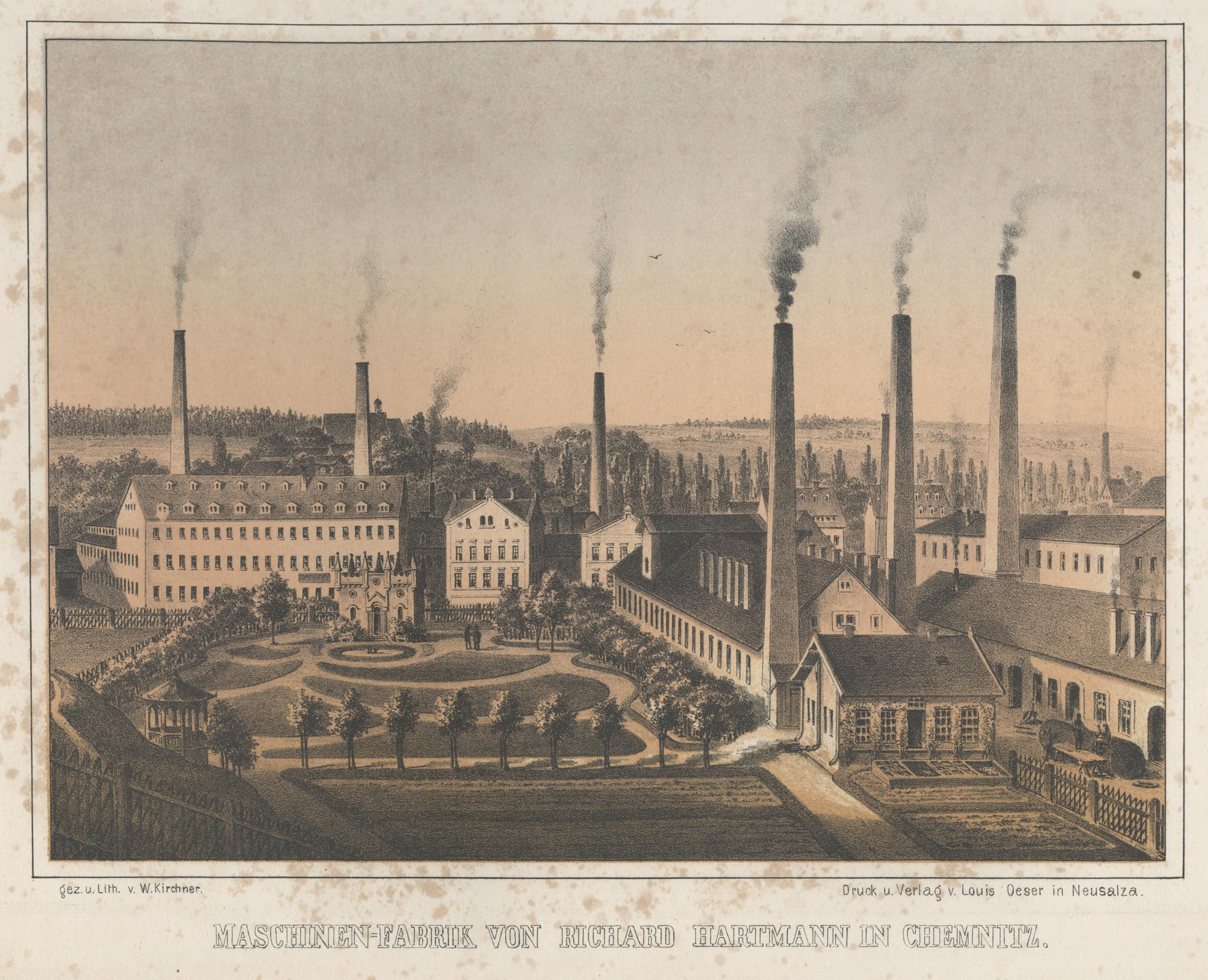
Les ateliers Götze & Hartmann à Chemnitz (1856).

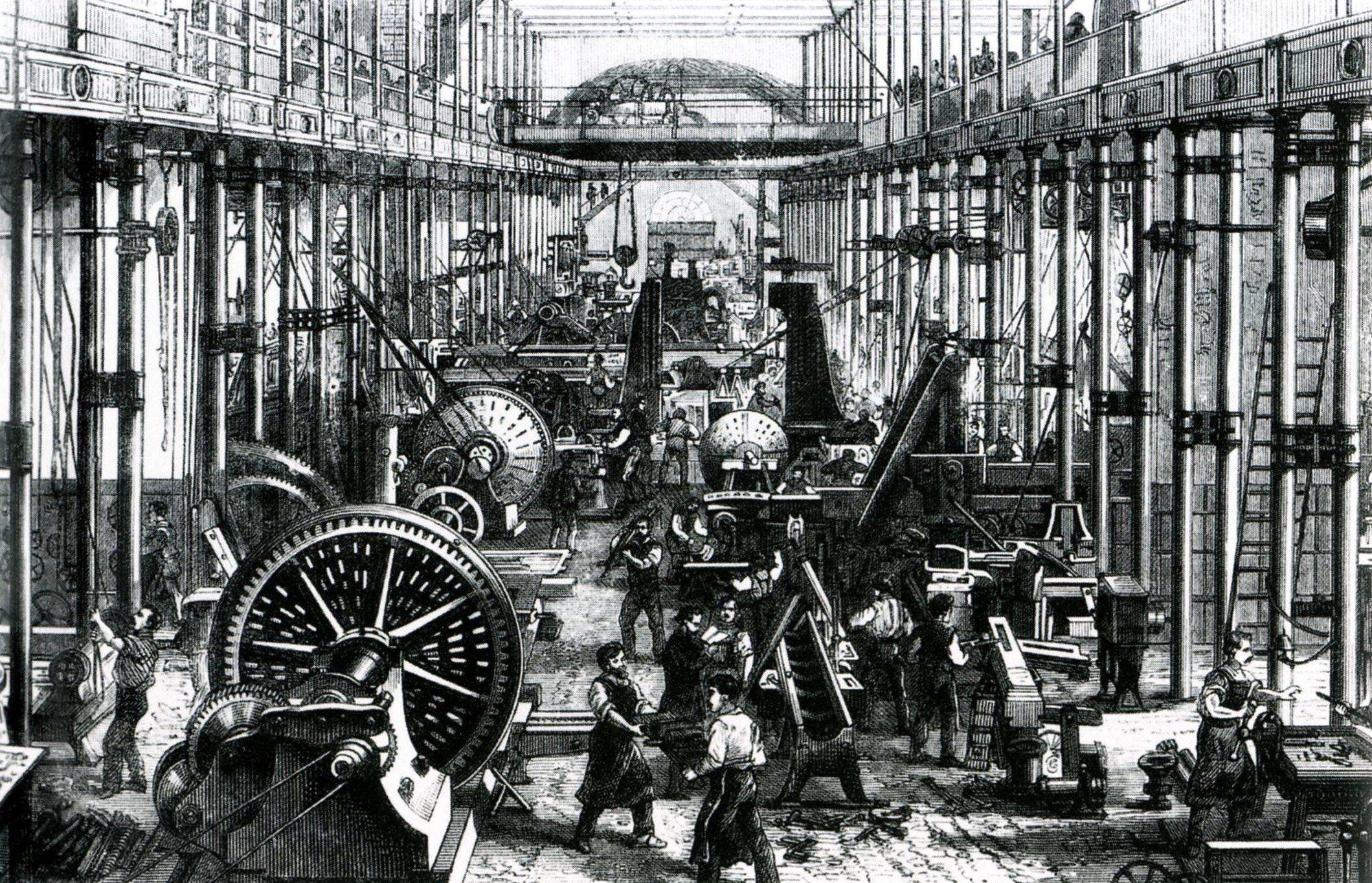
L'intérieur d'un des ateliers (1868)

En 1837, le négociant August Götze (1814-1881) et l'artisan Richard Hartmann (1809-1878) s'associent pour créer les ateliers Götze & Hartmann, voués à la fabrication de machines à la demande. Hartmann, Alsacien autodidacte bénéficiant déjà d'une longue expérience de la fabrication, avait compris l'intérêt de nouveaux procédés apparus avec la Révolution industrielle : dès 1839, il met une point une cardeuse à rouleaux opérationnelle, qui assura la prospérité de l'entreprise ; mais jusqu'en 1845, l'essentiel de l'activité reste tourné vers la réparation de machines et la fabrication à la demande pour le bassin industriel de Chemnitz, alors en pleine croissance. Dès 1842, les ateliers emploient 200 ouvriers.
En 1848, la construction de locomotives s'ajoute aux activités d'une entreprise où le savoir-faire d'Hartmann joue un rôle prépondérant : il ne s'agit au début que de quelques unités, pour le compte de la modeste Société royale des chemins de fer de Saxe (Königlich Sächsische Staatseisenbahnen), qui apprécie la qualité de la fabrication.
En 1855, Sächsische Maschinenfabrik se lance dans la fabrication de turbines et de transmissions, et emploie en 1857 près de 1500 ouvriers. Vers le milieu des années 1860, la production de locomotives bat son plein et en 1868 les associés font construire un nouveau hangar, qui permettra d'assembler simultanément jusqu'à 36 locomotives.

### La société par actions
En 1870, Hartmann prend seul la direction de l'entreprise, désormais cotée en bourse, qu'il rebaptise Sächsische Maschinenfabrik AG. À sa mort, en 1878, ses usines achèvent la fabrication de leur 1000e locomotive. Son fils entreprend ensuite de multiples agrandissements des locaux pour accompagner la croissance soutenue de la demande : le siège social de Chemnitz est reconstruit en 1896 et Gustav Hartmann, qui gère la filiale russe de Luhansk, y aménage une usine de locomotives. Les usines de Lauchhammer sont dirigées par Josef Hallbauer.
Au début du XXe siècle, la production d'armements prend une part croissante : canons, trains d'artillerie et munitions. Sächsische Maschinenfabrik AG absorbe simultanément plusieurs de ses concurrents.

### La crise

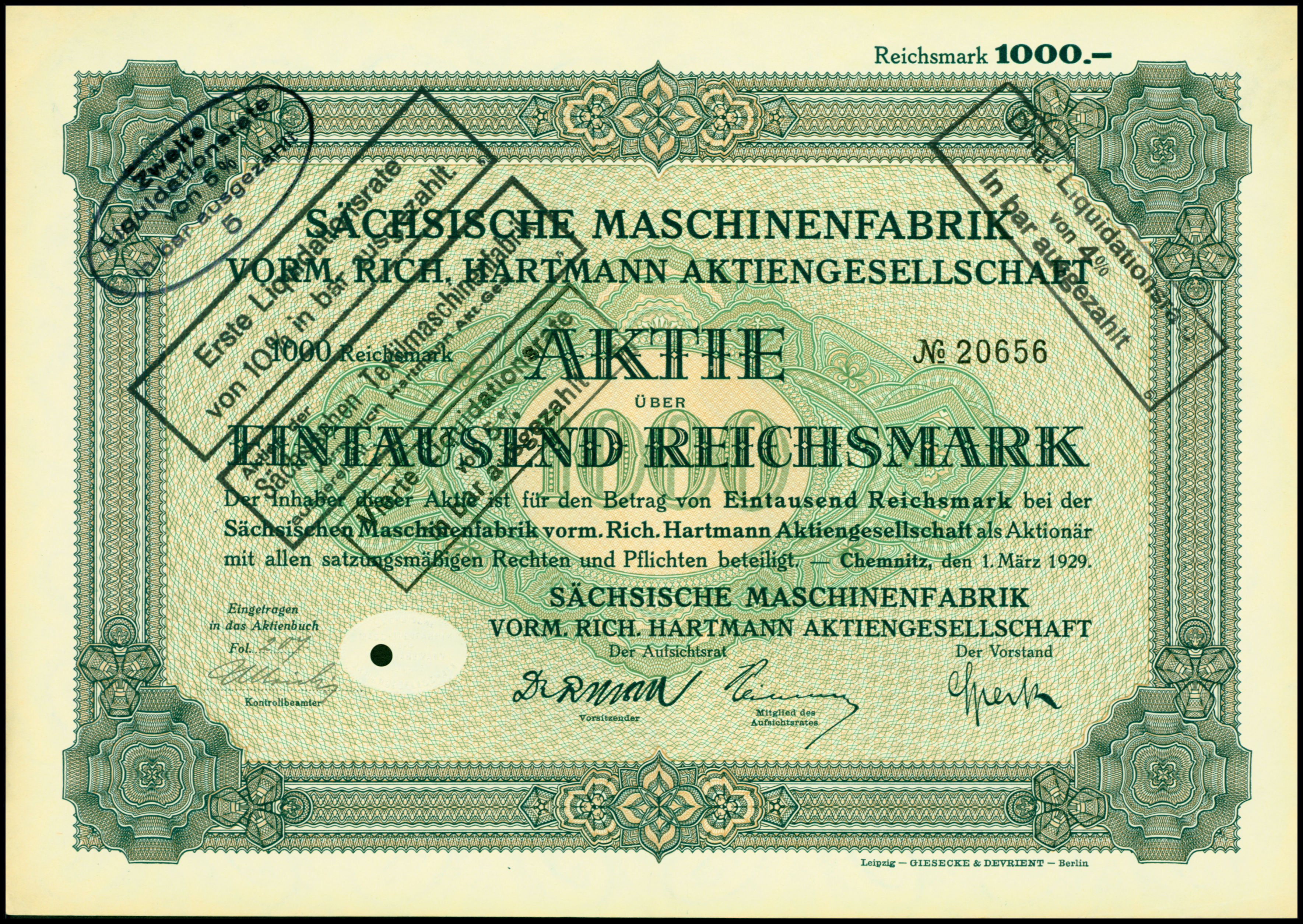
Action de 1000 RM (1er mars 1929).

Les acquisitions se poursuivirent jusqu'au début des années 1920, avec le rachat par exemple des Forges König-Friedrich-August, jusque-là principal fournisseur de Sächsische Maschinenfabrik, et des machines textiles Walter Löbel AG de Dresde ; mais le contexte désastreux de l'Après-guerre affectait de plus en plus l'entreprise, et la fusion des différentes compagnies de chemins de fer en la Deutsche Reichsbahn-Gesellschaft (DRG), en 1924, porta un coup sévère à la production de locomotives, car les commandes n'allaient plus désormais qu'aux fabricants prussiens ; quant à l'armement, les restrictions imposées par le traité de Versailles portaient la demande à un minimum.
Il fallut fermer le département machines-outils en 1926, laissant la place à une multitude de petits fabricants. La dernière commande importante de locomotives de la Deutsche Reichsbahn-Gesellschaft intervint en 1928-29, mais 13 motrices DR-Baureihe 99.73–76 furent livrées pour le service des lignes secondaires à voie étroite de Saxe (le reste des 32 motrices fut construit par Berliner Maschinenbau AG, alias BMAG, anciennement Schwartzkopff). Puis l'usine Sächsische Maschinenfabrik de Chemnitz produisit encore six locomotives avant de devoir fermer, victime parmi d'autres de la Grande Dépression.

### Retour aux machines à tisser

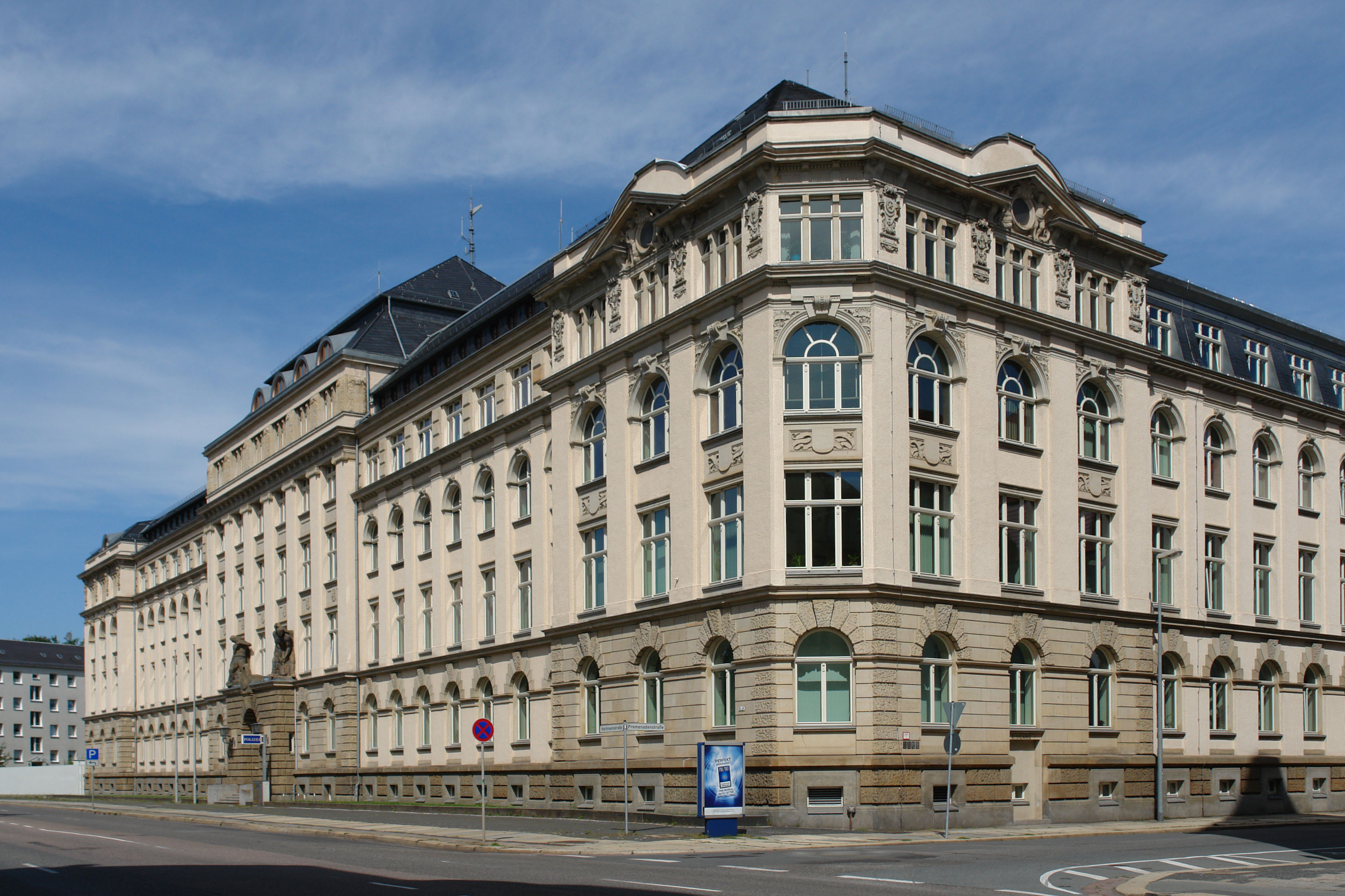
L'ancien siège social de l'entreprise est aujourd'hui l'hôtel de Police de Chemnitz.

En 1928, les forges König-Friedrich-August de Freital furent frappées à leur tour : on les restructura par rachat de machines textiles très spécialisées, et l'année suivante par mise en place de machines à vapeur et d'un atelier de locomotives. Mais en 1930, Sächsische Maschinenfabrik, ex-Richard Hartmann AG était liquidée, et son département des textiles fut transféré dans les actifs de Sächsische Textilmaschinenfabrik ex-Richard Hartmann AG qui, avec ce recentrage des activités, renoua avec la croissance. Dès 1933, elle absorbait d'autres entreprises du textile pour former la Textil-Maschinen-Compagnie Chemnitz.

### Le combinatVEB Spinnereimaschinenbauet ses repreneurs
Les usines furent en grandes parties détruites par les bombardements de la Deuxième Guerre mondiale, et l'Union soviétique ne put, pour toutes réparations de guerre, récupérer qu'un dixième de l'infrastructure, pour en faire la VEB Spinnereimaschinenbau (1946). Cette société d'économie mixte fut rattachée en 1978 au combinat Textima de Karl-Marx-Stadt, puis y fut définitivement intégrée en 1984. Jusqu'à la chute du mur de Berlin, cette entreprise demeura le premier fabricant de machines textiles pour la laine de tout le COMECON.
Privatisée en tant que Chemnitzer Spinnereimaschinenbau GmbH (1990), elle fut rachetée par la Treuhand, qui put enfin la revendre en 1994 à un groupe cogéré par les « Nouveaux Länder. » Se détournant de plus en plus du marché des Pays de l'Est, en plein effondrement, et en proie à une concurrence internationale féroce, elle fusionna avec deux autres fabricants de machines textiles allemands pour donner naissance à CSM - Sächsische Spinnereimaschinen GmbH Chemnitz ; malgré des investissements dans des machines à haut rendement, l'entreprise fit banqueroute en 1998 : c'était la fin de plus d'un siècle et demi de tradition industrielle.